# 格吕谢圣西梅翁
格吕谢圣西梅翁（法語：Gruchet-Saint-Siméon，法語發音：[ɡʁyʃɛ sɛ̃ simeɔ̃]）是法国滨海塞纳省的一个市镇，属于迪耶普区。

## 地理
格吕谢圣西梅翁（49°49'4"N, 0°53'39"E）面积2.63 平方千米，位于法国诺曼底大区滨海塞纳省，该省份为法国北部沿海省份，其西部及北部濒大西洋英吉利海峡，东起顺时针与索姆省、瓦兹省、厄尔省和卡爾瓦多斯省接壤。
与格吕谢圣西梅翁接壤的市镇（或旧市镇、城区）包括：方丹勒丹、拉加亚尔德、吕讷赖。
格吕谢圣西梅翁的时区为UTC+01:00、UTC+02:00（夏令时）。

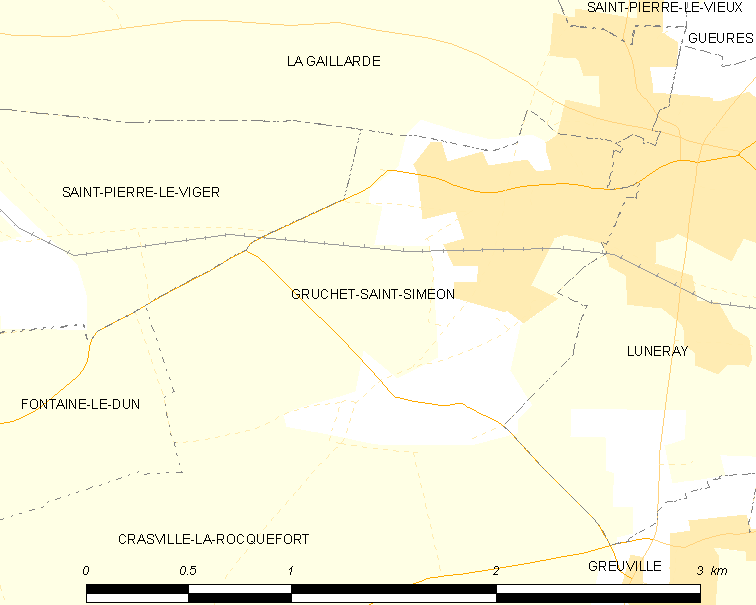
格吕谢圣西梅翁的OSM定位图

## 行政
格吕谢圣西梅翁的邮政编码为76810，INSEE市镇编码为76330。

## 政治
格吕谢圣西梅翁所属的省级选区为吕讷赖县。

## 人口

1962-2008年间格吕谢圣西梅翁人口变化图示

格吕谢圣西梅翁于2022年1月1日时的人口数量为687人。